# تيري ستايسي
تيري ستايسي (بالإنجليزية: Terry Stacey)‏ هو مصور سينمائي وكاتب سيناريو بريطاني، ولد في 24 يوليو 1962 في إنجلترا في المملكة المتحدة.

## وصلات خارجية
- تيري ستايسي على موقع IMDb (الإنجليزية)
- تيري ستايسي على موقع ألو سيني (الفرنسية)
- تيري ستايسي على موقع أول موفي (الإنجليزية)
- تيري ستايسي على موقع قاعدة بيانات الأفلام السويدية (السويدية)
- تيري ستايسي على موقع قاعدة بيانات الفيلم (الإنجليزية)
- تيري ستايسي على موقع كينوبويسك (الروسية)